# Naked Cowboy
Pour les articles homonymes, voir Cowboy.
Le Naked Cowboy (littéralement « cow-boy nu »), de son vrai nom Robert John Burck, né le 23 décembre 1970 à Cincinnati, est un artiste de rue américain travaillant à Times Square, à New York.

## Présentation
Il ne porte que des bottes de cow-boy, un chapeau et un slip blanc serré, avec une guitare stratégiquement placée pour donner l'illusion qu'il est nu. Au fil des années, il est devenu une attraction touristique locale en posant pour les touristes et en apparaissant dans plusieurs télé-crochets.
Essayant de profiter de sa célébrité, il s'est déclaré candidat à l'élection présidentielle américaine de 2012 après avoir tenté l'élection comme maire de New York en 2009. Il a franchisé son nom et d'autres Naked Cowboy l'ont rejoint. Il apparaît d'ailleurs aux côtés de son poulain le « Black Naked Cowboy » dans une vidéo datant de 2013.

### Le Black Naked Cowboy
Titus Gandi est un artiste de rue américain travaillant à Times Square, à New York. Il fait partie de la franchise Naked Cowboy. Il est le tout premier cowboy noir et a commencé à déambuler sur Times Square en août 2012. Devenant simultanément une icône de New-York, c'est quelques mois plus tard qu'il fait ses premières apparitions télévisuelles. Une interview à son sujet a été réalisée en mars 2013 et un documentaire (Someone Else - The story of Titus Gandy) sorti en 2019